# Seven de Estados Unidos 2005
El Seven de Estados Unidos de 2005 fue la segunda edición del torneo estadounidense de rugby 7, fue el cuarto torneo de la temporada 2004-05 de la Serie Mundial Masculina de Rugby 7.
Se disputó en la instalaciones del StubHub Center de Los Ángeles.

## Fase de grupos

### Grupo A
| Equipo              | Encuentros | Encuentros | Encuentros | Encuentros | Tantos  | Tantos    | Tantos     | Puntos |
| Equipo              | jugados    | ganados    | empatados  | perdidos   | a favor | en contra | diferencia | Puntos |
| ------------------- | ---------- | ---------- | ---------- | ---------- | ------- | --------- | ---------- | ------ |
| Inglaterra          | 3          | 3          | 0          | 0          | 85      | 29        | 56         | 9      |
| Fiyi                | 3          | 1          | 1          | 1          | 79      | 31        | 58         | 6      |
| Tonga               | 3          | 1          | 1          | 1          | 55      | 51        | 4          | 6      |
| Indias Occidentales | 3          | 0          | 0          | 3          | 22      | 130       | -108       | 3      |

Nota: Se otorgan 3 puntos al equipo que gane un partido, 2 al que empate y 1 al que pierda

### Grupo B
| Equipo        | Encuentros | Encuentros | Encuentros | Encuentros | Tantos  | Tantos    | Tantos     | Puntos |
| Equipo        | jugados    | ganados    | empatados  | perdidos   | a favor | en contra | diferencia | Puntos |
| ------------- | ---------- | ---------- | ---------- | ---------- | ------- | --------- | ---------- | ------ |
| Nueva Zelanda | 3          | 3          | 0          | 0          | 100     | 5         | 95         | 9      |
| Samoa         | 3          | 2          | 0          | 1          | 55      | 48        | 7          | 7      |
| Escocia       | 3          | 1          | 0          | 2          | 34      | 70        | -36        | 5      |
| Uruguay       | 3          | 0          | 0          | 3          | 27      | 93        | -66        | 3      |

### Grupo C
| Equipo         | Encuentros | Encuentros | Encuentros | Encuentros | Tantos  | Tantos    | Tantos     | Puntos |
| Equipo         | jugados    | ganados    | empatados  | perdidos   | a favor | en contra | diferencia | Puntos |
| -------------- | ---------- | ---------- | ---------- | ---------- | ------- | --------- | ---------- | ------ |
| Australia      | 3          | 3          | 0          | 0          | 64      | 15        | 49         | 9      |
| Sudáfrica      | 3          | 2          | 0          | 1          | 64      | 47        | 17         | 7      |
| Canadá         | 3          | 1          | 0          | 2          | 43      | 47        | -4         | 5      |
| Estados Unidos | 3          | 0          | 0          | 3          | 24      | 86        | -62        | 3      |

### Grupo D
| Equipo    | Encuentros | Encuentros | Encuentros | Encuentros | Tantos  | Tantos    | Tantos     | Puntos |
| Equipo    | jugados    | ganados    | empatados  | perdidos   | a favor | en contra | diferencia | Puntos |
| --------- | ---------- | ---------- | ---------- | ---------- | ------- | --------- | ---------- | ------ |
| Argentina | 3          | 3          | 0          | 0          | 100     | 5         | 95         | 9      |
| Francia   | 3          | 2          | 0          | 1          | 86      | 34        | 52         | 7      |
| Kenia     | 3          | 1          | 0          | 2          | 39      | 48        | -9         | 5      |
| México    | 3          | 0          | 0          | 3          | 0       | 138       | -138       | 3      |

## Fase Final

### Cuartos de final
| 13 de febrero | Nueva Zelanda | 21 - 7 | Fiyi |  |  |

| 13 de febrero | Australia | 24 - 5 | Francia |  |  |

| 13 de febrero | Argentina | 7 - 5 | Sudáfrica |  |  |

| 13 de febrero | Inglaterra | 28 - 7 | Samoa |  |  |

### Semifinal
| 13 de febrero | Nueva Zelanda | 31 - 12 | Australia |  |  |

| 13 de febrero | Argentina | 17 - 0 | Inglaterra |  |  |

### Final
| 13 de febrero | Argentina | 5 - 34 | Nueva Zelanda |  |  |

| Bandera de Nueva Zelanda |
| Campeón Nueva Zelanda    |
| 3º título del circuito   |